# Agnès Sorel
Agnès Sorel (1422 -9 de febrero de 1450) fue la amante favorita del rey Carlos VII de Francia, con quien tuvo tres hijas. Es considerada la primera amante real reconocida de manera oficial.
Célebre por su extraordinaria belleza, su figura ha dado origen a numerosas manifestaciones artísticas a lo largo de los siglos, entre las que destaca la célebre La virgen con el niño de Jean Fouquet.

## Vida en la corte real

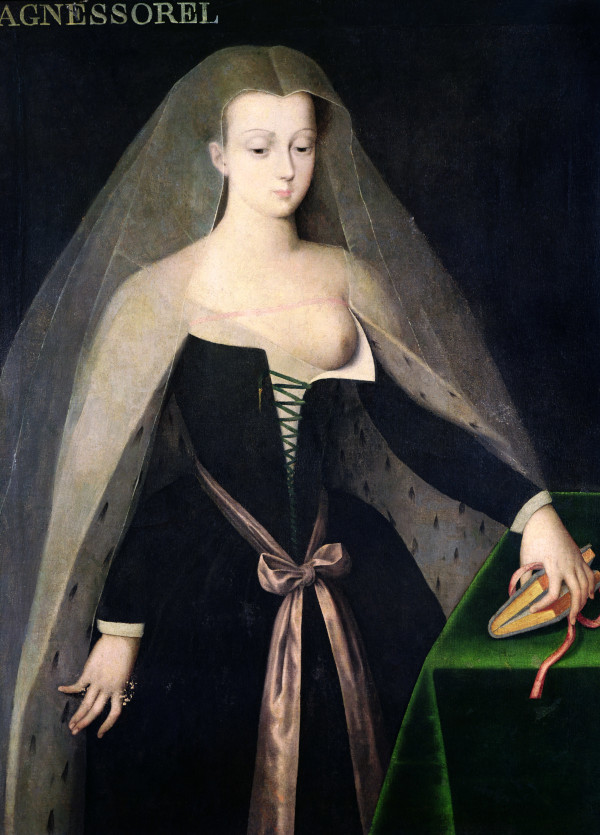
Representación de la Virgen en el Díptico de Melun, inspirado en la imagen de Agnès Sorel - Autor anónimo..

Hija del soldado Jean Soreau y de Catherine de Maignelais, Sorel tenía veinte años de edad cuando fue presentada por primera vez al rey Carlos. En ese momento, ocupaba una posición en la residencia de Renato I de Nápoles, como dama de compañía de su consorte Isabel de Lorena. Más tarde, comenzó a servir a María de Anjou, la esposa de Carlos VII, de quien se convertiría en amante poco tiempo después. El rey le dio el Castillo de Loches (donde Juana de Arco lo había convencido de coronarse rey de Francia) para que fuera su residencia privada.
Poco tiempo después, se requirió su presencia en Chinon, donde al parecer su compañía había sacado al rey de una profunda depresión. Tenía una gran influencia sobre el monarca, que, sumada a sus gustos extravagantes, le valió varios enemigos poderosos en la corte. Sorel se convirtió en la primera amante real reconocida de manera oficial.

## Muerte sospechosa

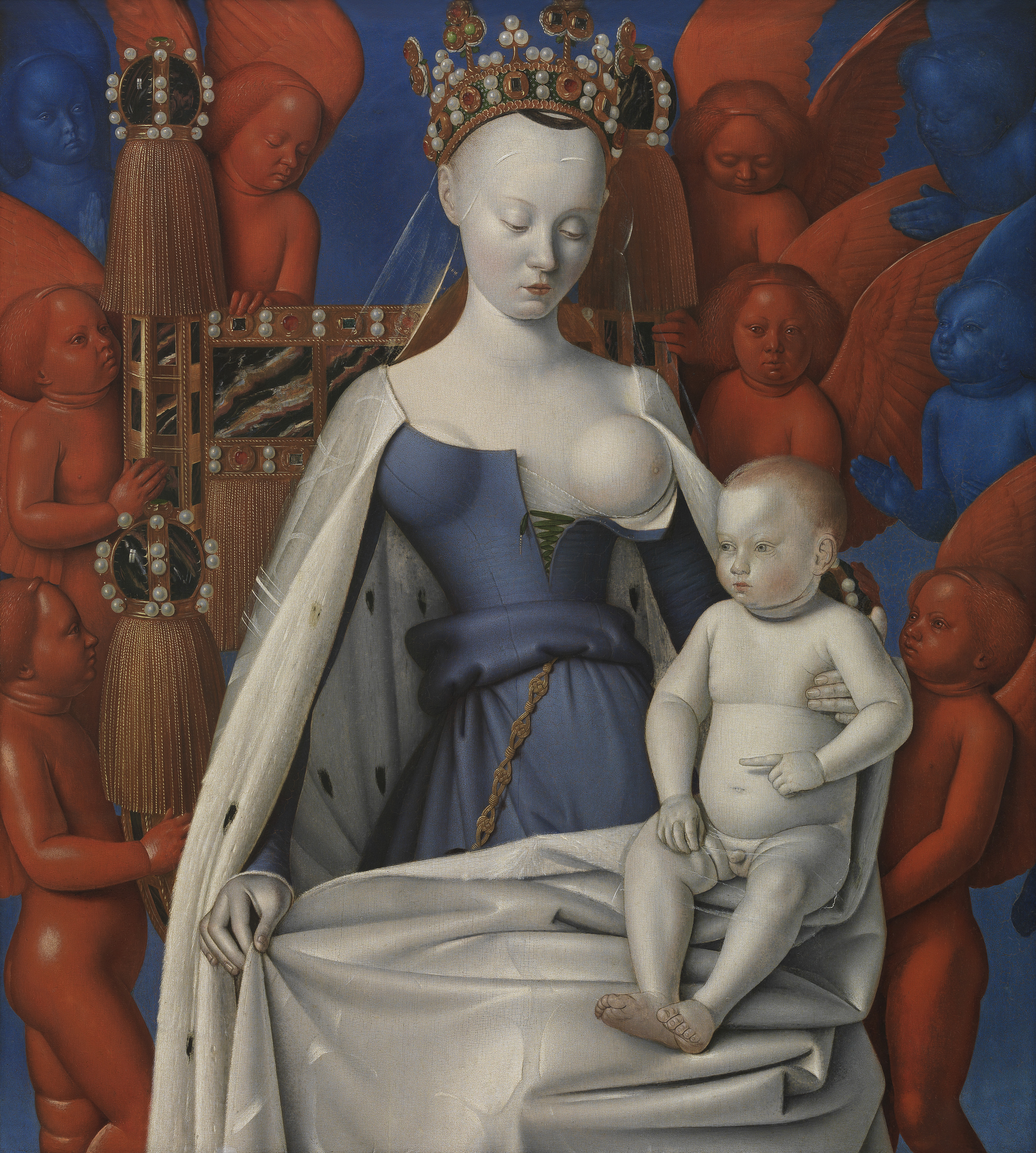
Agnès Sorel fue la modelo para La virgen con el niño, por Jean Fouquet (c. 1450).

Agnès dio a luz a tres hijas del rey: María de Francia, Carlota de Francia y Juana de Francia (el hijo de Carlota, Luis de Brézé, se casaría con Diana de Poitiers, otra notable amante real). Cuando estaba embarazada de su cuarto hijo, salió de Chinon en pleno invierno para reunirse con Carlos en la campaña de 1450 en Jumièges, para servirle como apoyo moral. Allí, enfermó de repente y falleció, a los veintiocho años de edad. Aunque al principio se creyó que la causa de la muerte fue disentería, los científicos comprobaron que murió por envenenamiento por mercurio, posiblemente víctima de asesinato, aunque el mercurio también se usaba para matar gusanos. Fue enterrada en la Iglesia de St. Ours, en Loches.
El hijo de Carlos, el futuro rey Luis XI, había estado en rebelión pública contra su padre durante cuatro años. Se ha especulado que él fue el envenenador de Agnès, para deshacerse de lo que consideraba una gran influencia sobre el rey. También se ha especulado con que el financista francés, noble y ministro Jacques Cœur fue el envenenador, aunque esta teoría ha sido muy desacreditada y considerada un intento de expulsar a Coeur de la corte francesa. En 2005, el científico forense francés Philippe Charlier examinó los restos de Sorel y determinó la causa de muerte como envenenamiento por mercurio, pero no dio opiniones sobre cómo fue asesinada. El mercurio se usaba en ocasiones en preparaciones cosméticas, por lo que ese pudo haber sido el medio para el asesinato.
Su prima, Antonieta de Maignelais, tomó su lugar como amante del rey después de su muerte.

## Legado
Sorel es uno de los personajes principales en el poema La Pucelle, de Voltaire. También es el sujeto de dos óperas rusas de fines del siglo XIX, junto con Carlos VII: La doncella de Orleans, de Piotr Ilich Chaikovski, y The Saracen de César Cui. Es una de las mujeres representadas en el trabajo artístico The Dinner Party, de Judy Chicago, que incluye 999 nombres de mujeres notables de la historia. Dos prendas de ropa usan el nombre Sorel: el corsé Agnes Sorel, el corsage Sorel y un estilo de moda también nombrado por ella, el estilo Agnes Sorel, que se usa para describir una forma de vestir «de princesa».
También tiene un destacado papel en la novela El tesorero del rey del escritor y periodista canadiense Thomas Bertram Costain (The Moneyman, 1947. Traducción española editada en 1948 por Luis de Caralt).